# Кубок Газпром нефти

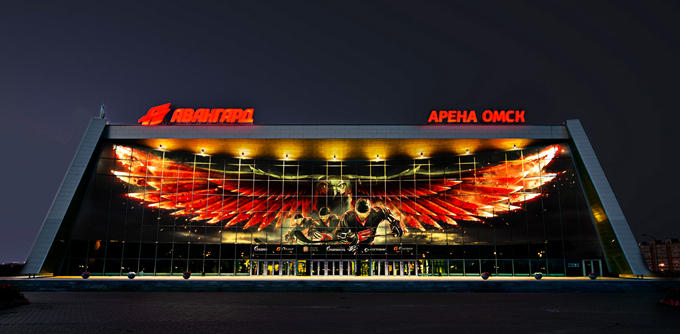
«Арена Омск» — основное место проведения турнира

«Кубок Газпром нефти» — международный турнир детских команд Континентальной Хоккейной Лиги, спонсируемый компанией «Газпром нефть». Является крупнейшим детским хоккейным соревнованием Европы. Это единственный официальный детский турнир КХЛ и, неофициально, детский клубный чемпионат Европы. Соревнования проходят в двух городах. Игры группы «Запад» проходят в Сочи в Ледовом дворце «Большой». Игры группы «Восток» и суперфинал всегда проходят в Омске на «Арене Омск».
За десять лет в турнире выступило более 100 команд и около 2,5 тыс. юных хоккеистов. Некоторые из них, повзрослев, стали играть в командах Молодёжной хоккейной лиги, а некоторые — в КХЛ и сборных командах.

## История
Первый турнир был проведён в 2007 году с участием шести команд из тех регионов, в которых присутствует компания-спонсор «Газпром нефть».
В 2014 году участвующих команд стало много, и их разделили на две группы: «Восток» и «Запад». Западная группа играла в Минске.
В 2015 году западная группа играла в Санкт-Петербурге.
В 2016 году юбилейный, десятый турнир прошёл в Сочи (группа «Запад») и Омске (группа «Восток» и суперфинал). Участвовало 26 команд из России, Казахстана, Беларуси, Латвии и Финляндии. Перед суперфиналом к командам челябинского «Трактора» и ярославского «Локомотива» со словами поддержки обратился президент России Владимир Путин. Награды участникам вручали чемпион мира и Олимпийских игр Юрий Ляпкин и 6-кратный чемпион мира и Олимпийских игр Владимир Мышкин.
Глава оргкомитета турнира Александр Дыбаль считает, что дальнейшее развитие турнира должно быть направлено на расширение международной географии. Планируется привлечь хоккейные клубы от стран, пока отсутствующих в КХЛ.
2 октября 2016 года Компания «Газпром нефть» и Администрация Сочи заключили соглашение о сотрудничестве, которое предусматривает проведение в городе на постоянной основе отборочного этапа группы «Запад» Международного хоккейного турнира детских команд КХЛ «Кубок Газпром нефти». Соглашение было подписано Главой города Сочи Анатолием Пахомовым и председателем оргкомитета турнира, членом правления «Газпром нефти» Александром Дыбалем в рамках работы международного экономического форума «Сочи-2016».
Начиная с 2017 года, все матчи группы «Запад» «Кубка Газпром нефти» будут проходить на льду олимпийских ледовых дворцов «Большой» и «Айсберг». Игры группы «Восток» и Суперфинал традиционно пройдут в Омске.

## Организация соревнований
Основные расходы по организации турнира несёт компания-спонсор. Билеты на открытие, матчи и финал бесплатные.
Омский хоккейный клуб «Авангард» традиционно предоставляет свою ледовую арену и поддерживает в организации турнира, сохраняя стандарты работы со зрителями, соответствующие уровню Континентальной хоккейной лиги.
Трансляция матчей ведётся на телеканалах КХЛ, «Спорт 1», «Россия 2» и НТВ-Плюс, «Матч ТВ».
В день суперфинала на «Арене Омск» проходит музыкальное шоу. Кроме того, проходят специальные семинары для тренеров, детских тренеров и родителей игроков. На семинары Владимира Юрзинова-старшего приезжают даже те детские тренеры, чьи команды в турнире не участвуют.

## Кубок
Трофейный кубок весом 15 килограмм изготовлен теми же мастерами, что и Кубок Гагарина. Перед началом турнира действующему чемпиону передаётся мини-версия кубка, а на оригинальный наносится название клуба-победителя, и он хранится у обладателя до следующего турнира.